# Brasilien i olympiska vinterspelen 1994
Brasilien deltog med en deltagare vid de olympiska vinterspelen 1994 i Lillehammer. Landets deltagare erövrade ingen medalj.

## Alpin skidåkning
- Lothar Christian Munder